# Српско војно утврђење у Стрижевцу
Српско војно утврђење у Стрижевцу је споменик културе у општини Бабушница, непосредно изнад села Доњи Стрижевац које је градио краљ Александар Обреновић у периоду од 1892–1893. године. Градња је коначно завршена 1893. године. На самом улазу у утврђење се виде уклесане године изградње.
Крајем 19. и почетком 20. века, Шанац је представљао издвојени објекат касарне Трећег пука српске војске из Пирота, који је превасходно коришћен као магацински простор за смештај муниције, опреме и војног материјала.
Утврђење је познато у околним насељима под називом „Шанац” и јединствено је на овим просторима и представља један од најзначајнијих архитектонских струкутура војних грађевина у Пиротском округу.

## Локација
Српско војно утврђење Шанац у Стрижевцу, како га називају мештани, је смештено на тромеђи катастарских општина Доњи Стрижевац, Извор и Доње Крњино на брду Јеремија на надморској висини од преко 663 m. Налази се поред старог пута Пирот–Бабушница.

## Изглед
Објекат је грађен је по пројекту Војног министарства грађевине у Београду. За изградњу је коришћен камен компактне структуре уједначеног квалитета са простора званог „Модра Стена” који је коњима пребачен на брдо Јеремија. Клесање камена и сама градња објекта је завршена уз помоћ француских мајстора.
Сам објекат се састоји из 15 просторија од којих су 11 чеоне и распоређене у низу и чине једну целину а остале четири су у позадини и нису повезане.
Саставни део тврђаве чини двоструки обруч земљаних радова односно ровова.

## Занимљивости
Старији мештани околних села причају да су од својих предака чули да је камен за изградњу довожен воловским и коњским колима.
Становници околних насеља се сећају да су на отворима некада била дрвена масивна врата, која су током времена пропала.
Утврђење је релативно добро сачувано и ако технички скоро нико о њему не брине.
До утврђења воде сеоски путеви и стазе са више страна а једино је пут (делимично туцаник) од Бабушнице проходан за аутомобиле. За мештане околних насеља ово је популарно излетиште.

## Галерија
- Поглед на Шанац из котлине
- Улаз у комплекс
- Улаз у утврђење, натпис са годинама градње
- Предња страна утврђења
- Предњи део са улазом и пролазом
- Улаз у утврђење
- Пролаз тунел кроз предњи део утврђења
- Унутрашњи део утврђења
- Један од објеката унутар утврђења
- Унутрашња просторија  једног од утврђења.